# 마르티나 게데크
마르티나 게데크(독일어: Martina Gedeck, 1961년 9월 14일~)는 독일의 배우이다. 영화 《타인의 삶》, 《바더 마인호프》 등을 통해 국제적인 명성을 얻었다. 독일 영화상 등 다양한 상을 받았다.

## 생애
서독 뮌헨에서 태어나 베를린 대학교에서 역사를 공부한 후 배우가 되기로 결심하였다. 독일 녹색당을 지지한다.

## 출연 작품

### 영화
- 타인의 삶: 크리스타마리아 질란트 역
- 바더 마인호프: 울리케 마인호프 역